# Otto Fassler

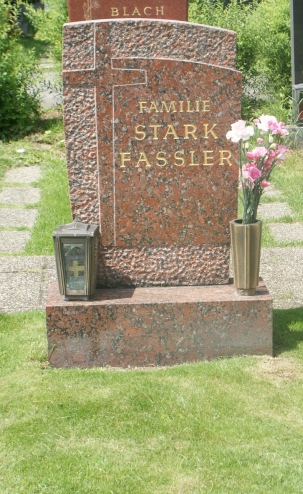
Grabstätte von Otto Fassler

Otto Fassler (* 5. Januar 1904 in Graz, Österreich-Ungarn; † 28. März 1990 in Wien) war ein österreichischer Sänger (Operettenbuffo), Schauspieler und Regisseur.

## Leben
Otto Fassler arbeitete an vielen österreichischen und deutschen Bühnen, spielte in mehreren Filmen mit und war auch als Souffleur an der Wiener Staatsoper beschäftigt. In der Zeit des Nationalsozialismus war er Spielleiter am Stadttheater Mährisch-Ostrau in der annektierten Tschechoslowakei und leitete ein Gastspiel für die SS-Mannschaften im KZ Auschwitz. Fassler stand 1944 in der Gottbegnadeten-Liste des Reichsministeriums für Volksaufklärung und Propaganda.
Fassler war mit der Sopranistin und Schauspielerin Hedy Fassler verheiratet und ist auf dem Südwestfriedhof in Wien (70-9-21) beerdigt.